# ريكاردو بيرغوس
ريكاردو بيرغوس (بالإسبانية: Ricardo Burgos)‏ هو متزحلق غواتيمالي، ولد في 4 مارس 1965.

## وصلات خارجية
- ريكاردو بيرغوس على موقع أوليمبيديا (الإنجليزية)